# Na dřeň
Na dřeň (ve francouzském originále De Rouille et d'os) je francouzsko-belgické filmové drama z roku 2012. Jeho režisérem byl Jacques Audiard a hlavní role v něm hrají Marion Cotillard (Stéphanie Ménochet) a Matthias Schoenaerts (Ali Laurent). Scénář napsali Audiard a Thomas Bidegain podle sbírky povídek Rust and Bone kanadského spisovatele Craiga Davidsona. Film získal ocenění César pro nejlepší filmovou hudbu (složil ji Alexandre Desplat) a byl nominován v několika dalších kategoriích.